# Danas have
Danas have er en dansk dokumentarfilm fra 2004 med instruktion og manuskript af Kajsa Kvaale.

## Handling
I den lille andedam, Danas Have, lever det stolte danske folkefærd med deres egne særprægede skikke, love og moraler. Danskerne har knyttet stærke bånd med sine allernærmeste naboer. Flere af dem har endda slået sig ned i det lille kongerige mod nord og nogle har boet her i flere år. I filmen beretter en gruppe af dem nu om deres oplevelser med at bo i H.C. Andersens egen lille andedam. I såvel eventyrets som virkelighedens verden fyldes den fredelige lille andedam dog indimellem med skræppende ænder, og så er det ikke altid lige let at være en af de "grimme" ællinger - men alle ved jo at Danmark er det bedste land i verden.